# Hombourg (Frankrijk)
Hombourg is een gemeente in het Franse departement Haut-Rhin in de regio Grand Est. De gemeente maakt deel uit van het arrondissement Mulhouse en sinds 22 maart 2015, toen het kanton Illzach waar Hombourg deel van uitmaakte werd opgeheven, van het kanton Rixheim. Hombourg telde op 1 januari 2022 1.364 inwoners.

## Geografie
De oppervlakte van Hombourg bedroeg op 1 januari 2022 15,32 vierkante kilometer; de bevolkingsdichtheid was toen 89 inwoners per km².

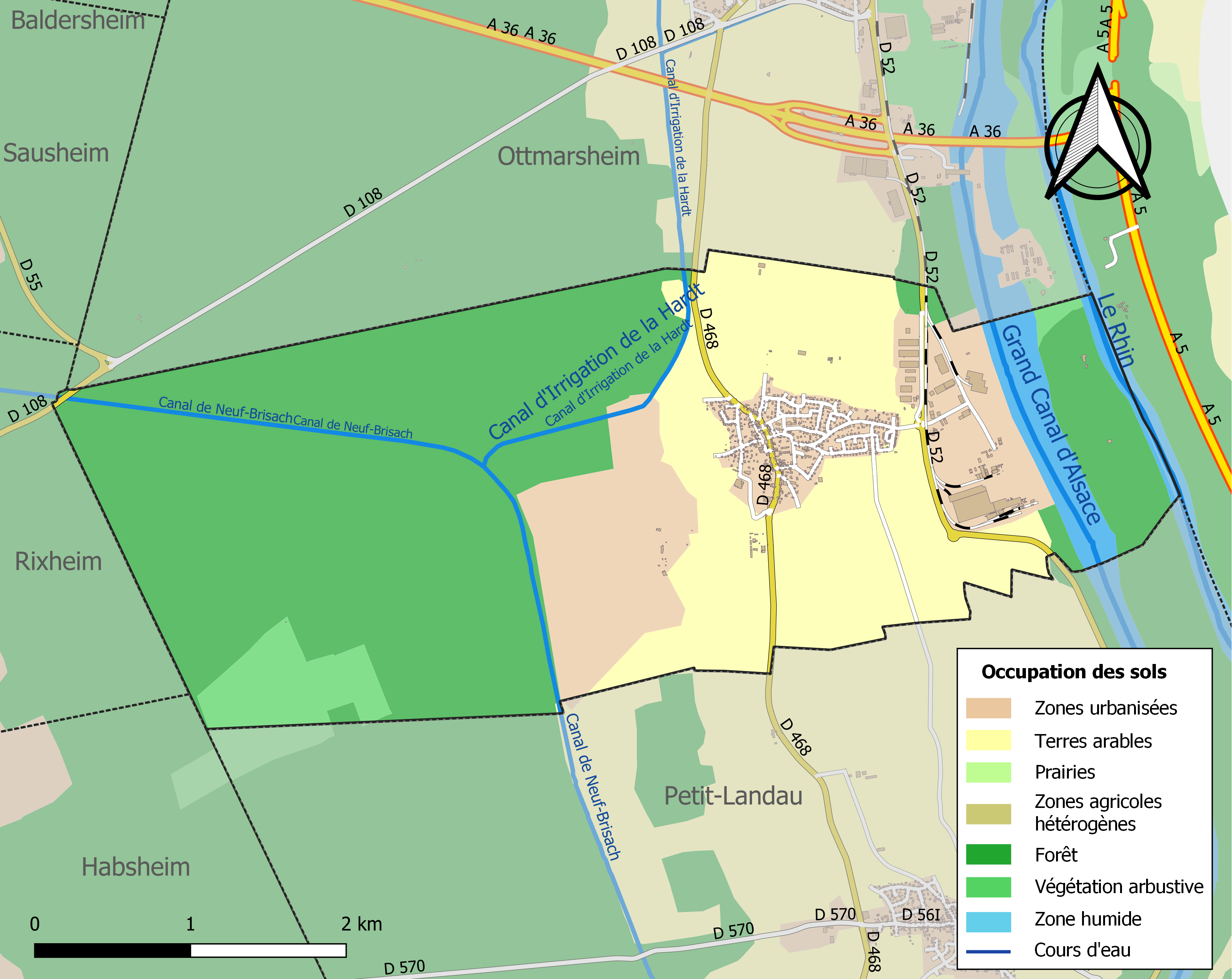
Kaart van de gemeente met de belangrijkste infrastructuur, bodemgebruik en omliggende gemeenten

## Demografie
Onderstaande figuur toont het verloop van het inwonertal (bron: INSEE-tellingen).